# Felix von Heijden
Herman Carel Felix Clotilde von Heijden  (Weerselo, Overijssel, 11 d'abril de 1890 - Boxtel, 17 de novembre de 1982) fou un futbolista neerlandès que va competir a començaments del segle xx.
El 1920 va prendre part en els Jocs Olímpics d'Anvers, on guanyà la medalla de bronze en la competició de futbol. Vuit anys abans, als Jocs d'Estocolm, havia estat convocat per disputar la competició de futbol, però en no disputar cap partit no va rebre la medalla de bronze que guanyà la seva selecció.
Pel que fa a clubs, defensà els colors del Quick Nijmegen. Amb la selecció nacional sols jugà 1 partit.
Posteriorment, entre 1923 i 1955, fou alcalde de Rosmalen.